# Карнул (округ)
Карну́л (телугу కర్నూలు జిల్లా; англ. Kurnool) — округ на западе индийского штата Андхра-Прадеш. Административный центр — город Карнул. Площадь округа — 17 658 км². По данным всеиндийской переписи 2001 года население округа составляло 3 529 494 человека. Уровень грамотности взрослого населения составлял 53,2 %, что ниже среднеиндийского уровня (59,5 %). Доля городского населения составляла 23,2 %.

## Достопримечательности
На территории округа расположено популярное место паломничества индуизма Аховалам, также в округе находится свящённый индуистский город Шришайлам.

## Демография
| Год  | Население |
| ---- | --------- |
| 1901 | 950 655   |
| 1911 | 1 035 333 |
| 1921 | 987 117   |
| 1931 | 1 120 650 |
| 1941 | 1 222 993 |
| 1951 | 1 315 499 |
| 1961 | 1 570 955 |
| 1971 | 1 982 090 |
| 1981 | 2 407 299 |
| 1991 | 2 973 024 |
| 2001 | 3 529 494 |
| 2011 | 4 053 463 |